# 陳維昭
陳維昭（1939年11月15日—）是台灣醫師、教育家，曾任國立臺灣大學校長、台大醫學院院長，現任義守大學講座教授，專長為小兒外科、營養與代謝、衛生行政與醫院管理。陳維昭在1979年任分割「忠仁、忠義連體嬰」團隊發言人，是台灣首例，也是全球第四例。1991至1993為台大醫學院院長。1993年至2005年間任台大校長，提倡「純淨、自主、均衡」與追求卓越，推動國內大學首見之教師評鑑，重視跨領域的通識教育與核心課程。
陳維昭成長於臺中市神岡區，父親為小學老師、表哥劉松藩為前立法院院長，中學讀臺中一中，臺大醫學院醫科畢業，日本東北大學醫學博士，美國約翰霍普金斯大學公共衛生碩士（衛生行政與醫院管理）。

## 外科醫師時期
1979年曾經因為連體嬰的分割，擔任發言人，獲得十大傑出青年。
1987年-1991年任台灣大學醫學院附設醫院副院長
1991年-1993年任台灣大學醫學院院長

## 校長生涯

### 當選校長
台大第一任民選校長，原代理校長郭光雄與醫學院院長陳維昭相爭，最後教育部選出陳維昭。1993年6月，陳維昭在教育部長郭為藩監交下，成為台大第一位「民選」校長。

### 反對台大醫學校區升格案
陳維昭在競選校長期間提出將醫學院升格為台大醫學科學校區。但在就任校長後隨即反悔，招致支持他的醫學院教授批評。陳維昭表示他必須公正處理每一學院科系的擴增案，相信醫學院同仁應可理解。

### 大學法事件
陳維昭與多位大學校長於1993年11月9日在教育部與立委們座談時，公開主張軍訓教官應留在校園、校務會議不應為學校最高行政機關，這幾項對於大學法的意見，引發了校園強烈反彈。包括學生、教師等各個團體從昨夜開始分別緊急開會，擬出公開聲明質疑校長不了解師生的意見，懷疑校長意圖進行校長獨裁，不能代表學術界的聲音。
部分教授且發現，昨天報載台大與台灣師大兩位民選校長在公聽會中的談話，似乎與遴選過程的政見有差異。台大教授賀德芬及多位教授，中午與台大學生會及拯救大學法聯盟的學生，特別就此與校長陳維昭進行溝通，要求校長就大學法的立場公開表態。賀德芬上午表示：「如果證實校長的發言與當初的政見承諾有別，而且有違校園民主潮流，不排除發起罷免校長。」
學生聯盟發言人張鐵志表示，在多位大學校長發言不支持大學去明定大學自治權，而且台大校長對大學法表現模擬兩可的態度後，開始讓學生對校長們失去信心。1993年11月11日晚上，幾個學生社團將就此串連，商討學生的公開聲明。
1993年12月6日，「拯救大學法聯盟」集結兩百名學生在立院前抗議，監督立委二、三讀大學法。後與立院警方發生衝突，學生遭到警方毆打。 同時同地，新大學工作隊四名學生在立院門口進行禁食靜坐抗議行動。 1994年1月5日立法院修正公布大學法，而使事件結束。

## 卸任後
- 1995年-1998年，任台灣醫學會理事長

- 2002年-2008年，任中華民國新聞評議委員會主任委員

- 2009年-2016年，任國家生技醫療產業策進會會長，卸任後轉任名譽會長

## 荣誉

### 中华民国勋章奖章
- 二等景星勋章（2011年10月25日于台北总统府颁授[3][4]）

## 外部連結
- 陳維昭教授 （页面存档备份，存于）
- 臺灣大學校史稿 （页面存档备份，存于）

| 教育職務               | 教育職務                             | 教育職務      |
| ---------------------- | ------------------------------------ | ------------- |
| 前任： 郭光雄 （代理） | 國立臺灣大學校長 1993年—2005年       | 繼任： 李嗣涔 |
| 前任： 黃伯超          | 國立臺灣大學醫學院院長 1991年—1993年 | 繼任： 謝貴雄 |